# Beretta M35
La Beretta M35 è una pistola semiautomatica, prodotta dalla Beretta.

## Storia
Questa pistola, variante in calibro minore della Beretta M34 militare, fu prodotta per decenni in considerazione dell'ampia popolarità di cui godeva il calibro .32 anche tra i civili. Infatti in Italia il calibro 9 mm Corto (9 × 17 mm cioè .380 ACP) della Mod. 34 e altri modelli coevi rimase proibito a lungo in quanto considerato per "arma da guerra", sino all'avvento del più potente 9 × 19 mm Parabellum.
Fu adottata anche dalla Marina Militare Italiana, dall'Aeronautica Militare italiana e dal Regio Corpo Guardie di Pubblica Sicurezza. Fu venduta anche alla Finlandia e, durante l'occupazione dell'Italia da parte dei tedeschi (1943-1945), fu in produzione sia per le esigenze delle loro forze armate, che per le pistole degli ufficiali non disdegnavano il più "leggero" cal. 7,65, sia per quelle della R.S.I. che si conformavano all'armamento e munizionamento dei loro alleati. Questi modelli venivano prodotti dal 4° Ufficio Tecnico ed erano privi di finitura e della fresatura di alleggerimento situata sotto le guancette alla base dell'impugnatura che distingueva gli esemplari precedenti. Ciò al fine di accelerare i tempi di produzione dell'arma negli ultimi anni di guerra.
La M35 rimase in produzione per circa trent'anni (fino al 1967), raggiungendo un totale di circa 525.000 esemplari.

## Dettagli tecnici
La M35 fu costruita in calibro 7,65 × 17 mm Browning (.32-ACP), pur conservando tutte le altre caratteristiche della M34. Nei modelli per uso militare del periodo 1943-1945 si introdussero lievi modifiche per aumentarne la produzione.